# 日本病院薬剤師連盟
日本病院薬剤師連盟（にほんびょういんやくざいしれんめい）は、病院、診療所、介護保険施設に勤務する薬剤師の声を国政の場に届けることを目的に薬剤師の地位向上、処遇の改善および職能拡大等、病院薬剤師にとって重要かつ必要な目的を達成するための政治活動を行う政治組織である。
主に日本病院薬剤師会系薬剤師の政治組織であり。薬局薬剤師系の日本薬剤師会の政治組織は別に存在する。

## 事務局所在地
- 東京都渋谷区渋谷2-12-15 長井記念館8F

## 役員
- 会長

北田　光一 
- 副会長

土屋　文人 、
勝見　章男 
- 幹事長

遠藤　一司 

## 沿革
- 1996年（平成8年）10月 - 「日本病院薬剤師政治連盟」発足。

## その他
- 日本薬剤師連盟-日本薬剤師会の掲げる理念と政策を実現するために政治活動を行う政治組織。